# Wayne Ferreira
Wayne Ferreira es un exjugador profesional de tenis sudafricano. 
Durante su carrera se destacó por ser el tenista que más torneos Grand Slam jugó de manera consecutiva, cuyo récord fue superado por Roger Federer en enero de 2014, y de ganar la medalla de plata en los Juegos Olímpicos de 1992 en dobles masculino junto a su compatriota Piet Norval.
Se retiró del tenis oficialmente el año 2004.

## Títulos (26; 15+11)

### Individuales (15)
| Leyenda                |
| Grand Slam (0)         |
| Tennis Masters Cup (0) |
| ATP Masters Series (2) |
| ATP Tour (13)          |

| N.º | Fecha                    | Torneo               | Superficie    | Oponente en la final | Resultado                    |
| --- | ------------------------ | -------------------- | ------------- | -------------------- | ---------------------------- |
| 1.  | 14 de junio de 1992      | Londres/Queen´s Club | Hierba        | Shuzo Matsuoka       | 6-3 6-4                      |
| 2.  | 30 de agosto de 1992     | Schnectady           | Dura          | Jamie Morgan         | 6-2 6-7(5) 6-2               |
| 3.  | 9 de enero de 1994       | Oahu                 | Dura          | Richey Reneberg      | 6-4 6-7(3) 6-1               |
| 4.  | 21 de agosto de 1994     | Indianápolis         | Dura          | Olivier Delaitre     | 6-2 6-1                      |
| 5.  | 18 de septiembre de 1994 | Burdeos              | Dura          | Jeff Tarango         | 6-0 7-5                      |
| 6.  | 2 de octubre de 1994     | Basilea              | Dura          | Patrick McEnroe      | 4-6 6-2 7-6(7) 6-3           |
| 7.  | 16 de octubre de 1994    | Tel Aviv             | Dura          | Amos Mansdorf        | 7-6(4) 6-3                   |
| 8.  | 12 de febrero de 1995    | Dubái                | Dura          | Andrea Gaudenzi      | 6-3 6-3                      |
| 9.  | 7 de mayo de 1995        | Múnich               | Tierra batida | Michael Stich        | 7-5 7-6(6)                   |
| 10. | 15 de octubre de 1995    | Ostrava              | Moqueta       | MaliVai Washington   | 3-6 6-4 6-3                  |
| 11. | 22 de octubre de 1995    | Lyon                 | Moqueta       | Pete Sampras         | 7-6(2) 5-7 6-3               |
| 12. | 10 de marzo de 1996      | Scottsdale           | Dura          | Marcelo Ríos         | 2-6 6-3 6-3                  |
| 13. | 25 de agosto de 1996     | Toronto TMS          | Dura          | Todd Woodbridge      | 6-2 6-4                      |
| 14. | 5 de noviembre de 2000   | Stuttgart Indoor TMS | Dura          | Lleyton Hewitt       | 7-6(3) 3-6 6-7(5) 7-6(2) 6-2 |
| 15. | 3 de agosto de 2003      | Los Ángeles          | Dura          | Lleyton Hewitt       | 6-3 4-6 7-5                  |

### Finalista en individuales (8)
- 1992: Memphis (pierde ante MaliVai Washington).
- 1992: Stuttgart Outdoor (pierde ante Andrei Medvedev).
- 1993: Indian Wells TMS (pierde ante Jim Courier).
- 1993: London/Queen´s Club (pierde ante Michael Stich).
- 1994: Róterdam (pierde ante Michael Stich).
- 1994: Manchester (pierde ante Patrick Rafter).
- 1996: Washington (pierde ante Michael Chang).
- 1999: Tokio (pierde ante Nicolas Kiefer).

### Clasificación en torneos del Grand Slam
| Torneo             | 2004 | 2003 | 2002 | 2001 | 2000 | 1999 | 1998 | 1997 | 1996 | 1995 | 1994 | 1993 | 1992 | 1991 | 1990 | Acumulado |
| ------------------ | ---- | ---- | ---- | ---- | ---- | ---- | ---- | ---- | ---- | ---- | ---- | ---- | ---- | ---- | ---- | --------- |
| Australian Open    | 3R   | SF   | CF   | 3R   | 4R   | 4R   | 2R   | 4R   | 2R   | 2R   | 4R   | 4R   | SF   | 4R   | -    | 0         |
| Roland Garros      | 1R   | 3R   | 1R   | 1R   | 3R   | 2R   | 3R   | 3R   | 4R   | 3R   | 1R   | 2R   | 3R   | 2R   | -    | 0         |
| Wimbledon          | 3R   | 1R   | 3R   | 1R   | 4R   | 1R   | 4R   | 3R   | 3R   | 4R   | CF   | 4R   | 4R   | 2R   | 2R   | 0         |
| US Open            | 1R   | 2R   | 4R   | 1R   | 2R   | 2R   | 1R   | 4R   | 1R   | 1R   | 3R   | 4R   | CF   | 2R   | -    | 0         |
| Tennis Masters Cup | -    | -    | -    | -    | -    | -    | -    | -    | -    | RR   | -    | -    | -    | -    | -    | 0         |

### Dobles (11)
| Leyenda                |
| Grand Slam (0)         |
| Tennis Masters Cup (0) |
| ATP Masters Series (6) |
| ATP Tour (5)           |

| N.º | Fecha                 | Torneo           | Superficie    | Pareja             | Oponentes en la final                   | Resultado   |
| --- | --------------------- | ---------------- | ------------- | ------------------ | --------------------------------------- | ----------- |
| 1.  | 6 de enero de 1991    | Adelaida         | Dura          | Stefan Kruger      | Paul Haarhuis Mark Koevermans (Holanda) | 6-4 4-6 6-4 |
| 2.  | 28 de marzo de 1991   | Miami TMS        | Dura          | Piet Norval        | Ken Flach Robert Seguso                 | 5-7 7-6 6-2 |
| 3.  | 12 de enero de 1992   | Auckland         | Dura          | Jim Grabb          | Grant Connell Glenn Michibata           | 6-4 6-3     |
| 4.  | 8 de agosto de 1993   | Los Ángeles      | Dura          | Michael Stich      | Grant Connell Scott Davis               | 7-6 7-6     |
| 5.  | 14 de mayo de 1995    | Hamburgo TMS     | Tierra batida | Yevgeni Káfelnikov | Byron Black Andrei Olhovskiy            | 6-1 7-6     |
| 6.  | 22 de febrero de 1998 | Amberes          | Dura          | Yevgeni Káfelnikov | Tomás Carbonell Francisco Roig          | 7-5 3-6 6-2 |
| 7.  | 1 de agosto de 1999   | Los Ángeles      | Dura          | Byron Black        | Goran Ivanišević Brian MacPhie          | 6-2 7-6(4)  |
| 8.  | 23 de abril de 2000   | Montecarlo TMS   | Tierra batida | Yevgeni Káfelnikov | Paul Haarhuis Sandon Stolle             | 6-3 2-6 6-1 |
| 9.  | 25 de marzo de 2001   | Indian Wells TMS | Dura          | Yevgeni Káfelnikov | Jonas Björkman Todd Woodbridge          | 6-2 7-5     |
| 10. | 13 de mayo de 2001    | Roma TMS         | Tierra batida | Yevgeni Káfelnikov | Daniel Nestor Sandon Stolle             | 6-4 7-6(6)  |
| 11. | 4 de mayo de 2003     | Indian Wells TMS | Dura          | Yevgeni Káfelnikov | Bob Bryan Mike Bryan                    | 3-6 7-5 6-4 |

### Finalista en dobles (13)
- 1992: Johannesburgo.
- 1992: Roma TMS (junto a Mark Kratzmann pierden ante Jakob Hlasek y Marc Rosset)
- 1992: Juegos Olímpicos Barcelona ´92 (junto a Piet Norval pierden ante Boris Becker y Michael Stich)
- 1993: Roma TMS (junto a Mark Kratzmann pierden ante Jacco Eltingh y Paul Haarhuis)
- 1993: Amberes
- 1994: Roma TMS (junto a Javier Sánchez pierden ante Yevgeni Káfelnikov y David Rikl)
- 1994: Cincinnati TMS (junto a Mark Kratzmann pierden ante Alex O'Brien y Sandon Stolle)
- 1995: Lyon.
- 1998: Washington.
- 1999: Londres.
- 1999: Montreal TMS (junto a Byron Black pierden ante Jonas Björkman y Patrick Rafter)
- 1999: Lyon.
- 2000: Roma TMS (junto a Yevgeni Káfelnikov pierden ante Martin Damm y Dominik Hrbaty)